# 블루 스트릭 (미사일)

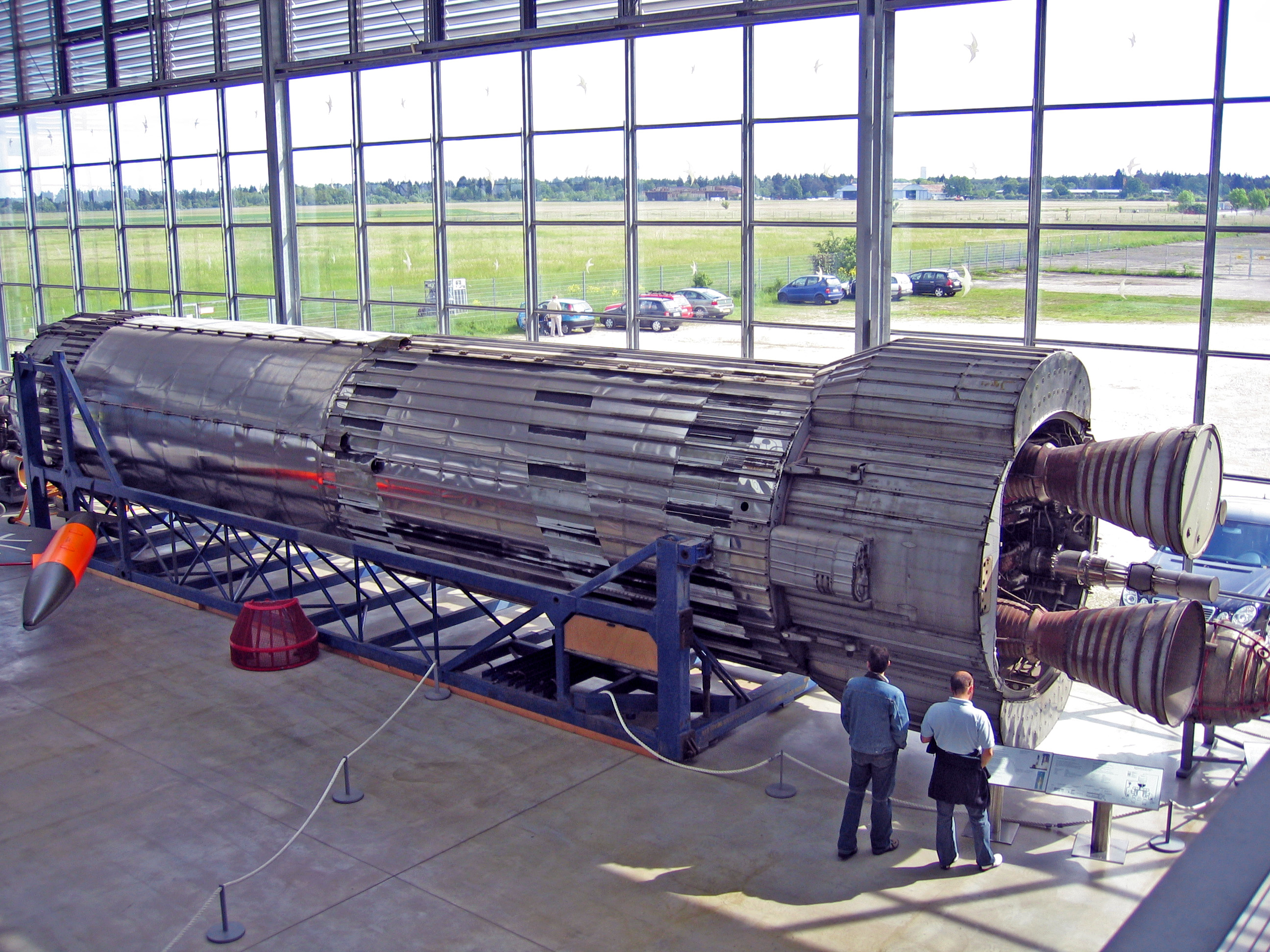

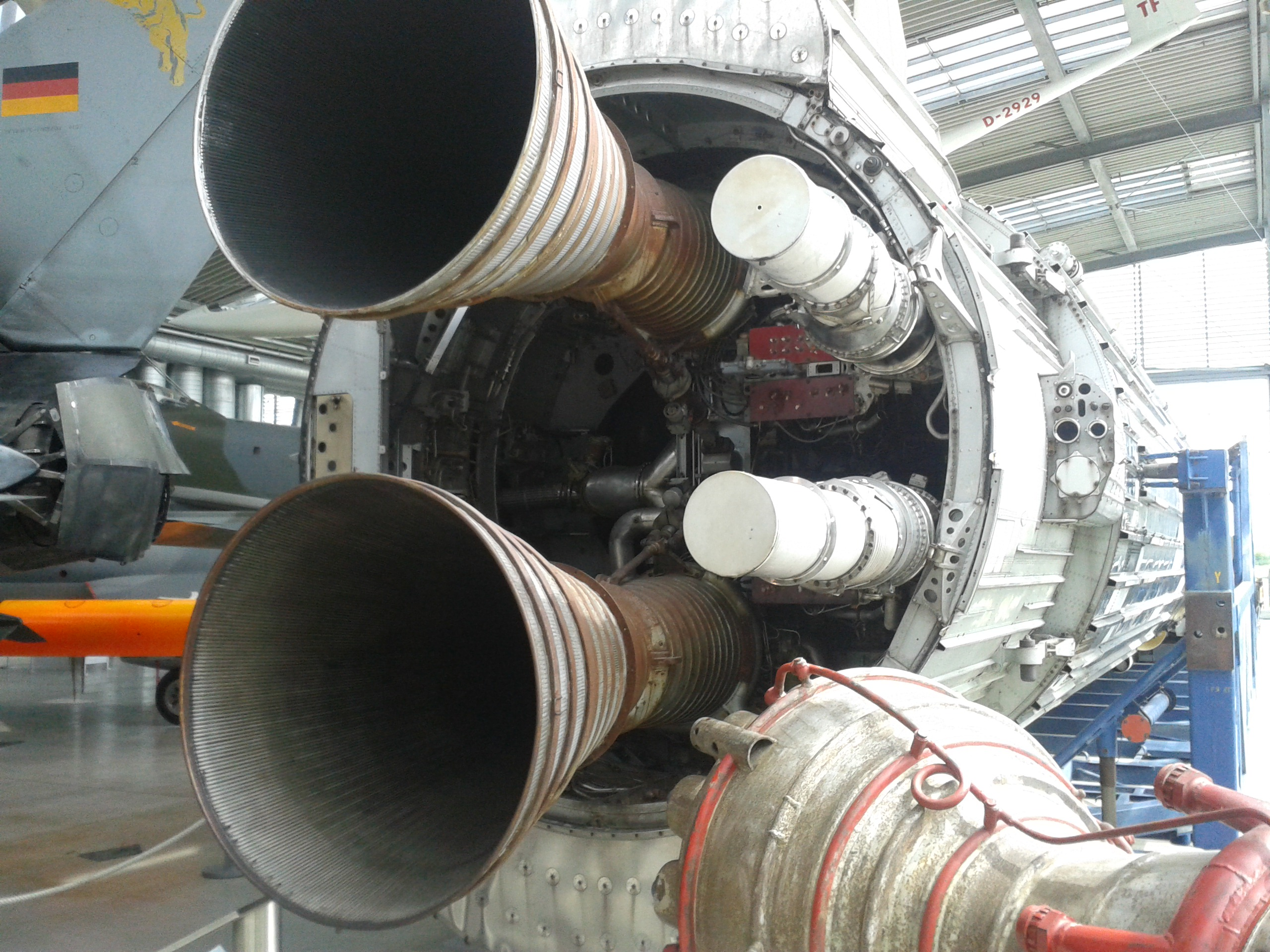

블루 스트릭(Blue Streak)은 영국의 준중거리 핵미사일(MRBM)이다.

## 역사
1955년 개발이 시작되었다. 1957년 설계가 완료되었으나, 1960년 미국이 개발한 스카이볼트 공대지 핵미사일을 채택하기로 하여, 개발이 취소되었다.
블루 스트릭은 사거리 4000 km인 3단 액체연료 준중거리 탄도 미사일(MRBM)이다. 3000 km 이상의 사거리여서 중거리 탄도 미사일(IRBM)으로 분류되기도 한다. 나로호와 같이 연료는 등유, 산화제는 액체산소를 사용했다. 1964년 6월 4일 최초 시험발사를 했다.
길이 18.75 m, 직경 3.05 m, 날개폭 3.35 m, 무게 90톤, 1단 추력 120톤이며, 탄두중량은 1360 kg이며, 3메가톤 수소폭탄을 탑재했다. 최대고도는 250 km이다.
1단 엔진은 60톤 추력 2개를 묶었다. 2018년 최초 발사하는 한국형 발사체의 KARI 75톤급 로켓엔진도 지상추력 65톤 진공추력 75톤이다.
스카이볼트 공대지 핵미사일은 미국 더글러스사가 개발했다. 무게 5톤, 사거리 1,850 km, 1메가톤 W59 핵탄두를 탑재했으며, 영국 전략폭격기에 1발 탑재할 수 있었다.

## 우주 발사체
블루 스트릭 IRBM은 개발취소되었지만, 이후에 유로파 (로켓) 우주 발사체로 개발되었다.

## 같이 보기
- 유로파 (로켓)